# チェスプレイヤーの密室
『チェスプレイヤーの密室』（チェスプレイヤーのみっしつ、A Room to Die ）は、1965年に発表されたエラリー・クイーンの長編推理小説。クイーン名義だが、実際にはSF作家のジャック・ヴァンスが執筆した作品である。

## あらすじ
小学校女教師のアンは疎遠な母エレーンから、離婚したローランド（アンの父）が後妻パールの持つ巨額の遺産を相続したと知らされる。その後、エレーンの行方がわからなくなり、ローランドが自宅で自殺死体で発見された。しかし、アンはローランドの性格から判断して、彼が自殺したとは到底思えず、事件を担当しているタール刑事とともに調査を始めるが…。

## 主な登場人物
- アン・ネルソン - 主人公の女性。小学校教師
- エレーン・ネルソン - 主人公の母。現在は犬の訓練士と交際中。
- ハーヴェイ・グルック - エレーンの同棲相手。犬の訓練士。
- ラリー - 主人公の離婚した夫。義母のエレーンと折り合いが悪く、アンのもとを去る。
- ローランド・ネルソン - 主人公の父。チェスのアマチュア棋士。アンとはたまに会う程度の関係。自宅にて自殺したと推察される状態で発見される。
- パール・ネルソン - ローランドの再婚相手。前夫の莫大な遺産と貴重な美術品・希少本などを相続している。
- トマス・タール - サンフランシスコの刑事。ローランド事件を捜査する。30代独身で派手な身なりの女性とつきあっている。
- ジョアン - パールにローランドを奪われた女性。住居を専門にする建築設計士。
- アレクサンダー - ジョアンの夫。ローランドと同じアマチュア棋士。チェス関連グッズの蒐集家。
- エドガー・モードレイ - パールの従兄弟。一族が興した報道出版社を売却して、稀少本の販売業に転じた実業家。
- マーティン・ジョーンズ - 死体の第一発見者の建築業者。ローランドを作業員として雇ったことがある。ローランドの自宅はマーティンから借りた家。
- アーサー・アーキンズ - 保険代理人。
- ベンジャミン・コーレイ - 報道写真家。
- メッガー - 郡警察の保安官。

## 内容
エラリー・クイーンのペーパーバック描き下ろし作品の一つ。著者のジャック・ヴァンスはSF作家として、日本でも知られている作家である。

## 提示される謎
- 密室（自殺と思われる被害者の自宅）

## 特記事項
- 登場人物の一覧が、国名シリーズの「チャイナ橙の謎」のような登場人物を茶化した紹介になっている。